# Peretoki (obwód lwowski)
Peretoki (ukr. Перетоки, Peretoky; daw. Baranie Peretoki) – wieś na Ukrainie, w rejonie czerwonogrodzkim obwodu lwowskiego. Wieś liczy około 860 mieszkańców.
W pobliżu znajduje się przystanek kolejowy Romosz, położony na linii Lwów – Sapieżanka – Kowel.
Baranie Peretoki były wsią tenuty chorobrowskiej  w XVIII wieku. W II Rzeczypospolitej do 1934 samodzielna gmina jednostkowa. Następnie należała do zbiorowej wiejskiej gminy Skomorochy w powiecie sokalskim w woj. lwowskim. 
W latach 1943–1944 nacjonaliści ukraińscy z OUN - UPA zamordowali tutaj 37 Polaków.
W związku z poprowadzeniem nowej granicy państwowej na Bugu, wieś wraz z główną częścią gminy Skomorochy znalazła się w Związku Radzieckim.